# Zackie Achmat
Zackie Achmat, celým jménem Abdurrazack Achmat (* 21. března 1962 Vrededorp, Johannesburg) je jihoafrický aktivista a filmový režisér. Je spoluzakladatelem Treatment Action Campaign a je známý po celém světě pro svůj aktivismus ve prospěch lidí žijících s HIV a AIDS. Je členem představenstva a spoluředitelem organizace Ndifuna Ukwazi (anglicky Dare to Know) a je předsedou Equal Education.

## Filmografie (režie)
- Apostles of Civilised Vice (2000) – dokument o homosexualitě v Jižní Africe[3]
- Law and Freedom (2005) – dvoudílný dokument o mezních soudních případech v Jižní Africe[4]